# Варна (стан)
Ва́рна (санскр. वर्ण, [varṇa IAST], «одяг»; «колір») — назва великого суспільного стану в традиційному індійському суспільстві. Традиційно існує чотири варни: жерці — брахмани, воїни — кшатрії; торгівці, фермери — вайш'ї; слуги, робітники — шудри.

## Короткі відомості
Спершу існувала система з типового для індоєвропейських народів тричленного поділу суспільства на три стани: жерців — брахманів, знатних воїнів — кшатріїв та вільних громадян — вайшіїв. Внаслідок підкорення та асиміляції прибульцями аріями місцевого населення в суспільстві з'явився великий прошарок людей, які, з одного боку, не були чужинцями чи рабами, тобто вважалися частиною громади, а з іншого за походженням не належали до трьох старих варн та мали невисокий соціальний статус. Цих людей віднесли до четвертої варни — шудр. Це був найнижчий стан слуг. З часом наповнення цих термінів змінилося. Якщо у ведичний період кшатрії — то лише військова аристократія, а вайшії, селяни та ремісники — це повноправні громадяни, то вже в середині І тисячоліття н. е. за свідченнями китайського паломника вайшіями вважаються лише торговці, а більшість селян є шудрами.
Сучасні касти є поняттям значно вужчим за стародавні варни. Якщо варн лише 4 (зрідка так званих «недоторканих» називають п'ятою варною), то каст сотні, кожна зі своїми власним місцем в суспільній ієрархії, звичаями, традиціями, релігійними особливостями та власним походженням. За традицією більшість каст виводять себе з однієї з давніх варн, хоч в більшості випадків така спадковість вельми сумнівна.

### Суть ділення на варни. Політичні вчення у межах варн
У Стародавній Індії задовго до приходу аріїв склалася високорозвинена цивілізація. Ранньокласове суспільство існувало в Індії ще в III тис. р. до н. е. і було ровесником цивілізації Стародавніх Єгипту і Шумеру.
Новий період в історії Стародавньої Індії пов'язаний із вторгненням на її територію стародавньо — іранських племен і аріїв — племен білої раси. За зовнішнім виглядом, мовою, етикою поведінки вони різко відрізнялись від корінних жителів. Арії займалися скотарством. Рівень їхньої військової та жрецької організації був вищим, ніж у дравідів. Місцеві правителі зазнали від аріїв ряд поразок. Процес розселення аріїв територією Індії зайняв не одне століття.
З часом арії сприйняли культуру корінних жителів, стали землеробами. Родова община переросла в сусідську. Становище людини в суспільстві визначалося її майновим станом. Як пережиток зберігалася кровна помста, яка вважалася релігійним і моральним обов'язком усіх родичів потерпілого.
Основу соціальної структури Стародавньої Індії становила община.
Община була самокерованою одиницею. До неї входили касти, що об'єднували представників однієї професії, і були сімейні общини родичів. Були сангхи, що об'єднували ремісників і крамарів з різних каст. На чолі цих груп стояв виборний староста.
Давня пам'ятка літератури та історії «Рігведа» (II ст. до н. е.) дає певні відомості про індоаріїв. Це був войовничий народ, який вважав військову справу найдостойнішим заняттям для чоловіків. Вони захоплювалися музикою, любили поезію. [4,с.98]
Арії вживали міцні збуджуючі напої і навіть здійснювали обряд на честь алкогольної рідини — сома. У «Рігведі» написано, що їхнє головне божество Індра зневажав мораль, любив військові авантюри, бали, був схильний до пияцтва.
Специфіка суспільного ладу Стародавньої Індії полягала в розподілі людей за варнами — замкненими групами. Поділ людей на певні замкнені групи мав місце в Стародавніх Єгипті та Ірані, але в Індії станова замкненість жителів набула найзавершенішої форми.
Рух народів, етнічна строкатість, часта зміна держав — гегемонів змушували панівний прошарок підтримувати станову солідарність. Посилення соціальної нерівності призвело до того, що знатні роди одних племен стали вважати знатні роди інших племен ближчими собі, ніж своїх незнатних одноплемінників.
Про походження варни існує багато версій. Більшість учених пов'язує їх виникнення з брахманською релігією. Верхівка аріїв з часом привласнила собі виняткове право на релігійну, політичну та військову діяльність.[6,с.51]
Професія, посада, величина одержаної спадщини, процент за договором про позичку і навіть міра покарання індуса визначалася належністю до варни (ст. 87 — 91; 142; 267—268; 270; 279). Від цього залежало навіть ім'я, яке йому давали з народженням, одяг, який він мав носити, порядок вживання їжі. Перехід з однієї варни до іншої в принципі був неможливим.
До вищих варнів належали «двічі народжені» — брахмани, кшатрії, вайшії. Вони могли вивчати тексти релігійних творів, знати їх розпорядження і ритуали. Пізніше з'явилась пригнічена варна — шудри, «раз народжені». Існування варн пізніше було закріплено у пам'ятці права Стародавньої Індії — Законах Ману.
Перша варна — найпривілейованіша — брахмани. Вони ніби виникли з вуст — «найчистішої» частини тіла Брахми. У давніх джерелах брахман постає мало не божеством у людській подобі. Лише він міг визнавати волю богів, вивчати священні тексти, здійснювати жертвопринесення, обряд коронації правителя. Брахмани звільнялися від повинностей, навіть цар не міг розпоряджатися їхньою власністю.
«Якщо раджа не слухатиме порад брахмана, — записано в законах Ману, — то може загинути, як корова в трясовині». Вбивство брахмана вважалося найтяжчим злочином. Належність до варни брахманів вважалася спадковим привілеєм, хоча були поодинокі випадки переходу їх в інші варни.
Право закріплювало привілеї «благородних» станів. Брахман, як і інші «двічі народжені», досягнувши 8 років, проходив обряд посвячення в «двічі народжені». Після завершення курсу навчання у наставника йому належало одружитися, стати главою дому, мати дітей, займатися їх вихованням, здійснювати обряди на честь богів і предків. Продовживши свій рід і побачивши онуків, брахман, доживши до сивого волосся, повинен був стати самітником, відійти від світу в ліс, там роздумувати про марність усього земного, вивчати Веди, очистити душу від гріховних помислів.[2,с.54 — 57]
Етика зобов'язувала брахмана показувати приклад у виконанні релігійних обрядів, уміти уважно слухати інших, говорити правду або мовчати, дотримуватися законів гостинності. Йому категорично заборонялося вбивати всіх, хто ходить, літає, повзе. Тому правовірні брахмани не могли займатися навіть землеробством, «адже дерево із залізним наконечником ранить землю (й істоти), що живуть в землі».
Брахмани звільнялися від податків, повинностей і тілесних покарань.
Правителі залучали брахманів до розгляду судових справ, виконання різноманітних державних доручень, не пов'язаних з військовою справою. Використовуючи свій вплив, священнослужителі обмежували владу правителя. За Законами Ману, цар повинен був слухати їхні поради з самого ранку до приходу інших міністрів та радників.[7,с.67]
Закон гласив, що коли цар не спроможний забезпечити захист своїх підлеглих (брахманів), то його «необхідно було вбити як скажену собаку». Подібна стаття дуже рідкісна в історії права, їй немає аналогів.
Вихідці з брахманів були царями, воєначальниками, перебували в царському суді.
Правителі із кшатріїв звичайно не мирилися з брахманами, між ними точилась боротьба за вплив і владу.
У поселеннях серед простого люду брахмани жили скромніше, годувалися за рахунок пророкування, відведення несприятливих наслідків від тих, хто не дотримувався ритуалів.
Друга варна — кшатрії (раджанья), «створені з рук бога». Вони становили основну частину верхівки чиновників: правителів, воєначальників, раджів. В їх руках була реальна влада військова і матеріальна могутність. Майже всі царі були вихідцями із кшатріїв. Релігія зобов'язувала до співробітництва брахманів і кшатріїв. Царі — прибічники брахманів — переслідували кшатріїв, доходило до кривавих міжусобиць. Правителі — кшатрії відповідали тим же. Посилення впливу буддистів послабило позиції кшатріїв. Багато з них покинули військову службу, перетворились на ремісників і крамарів.[9,с.127 — 129]
Третя варна — вайшії, «створені із стегон бога», — займалися землеробством, скотарством, ремеслом, торгівлею, але користувалися покровительством правителів. З представників цієї варни формувалось ополчення, вони сплачували основну масу податків. Тільки окремі вайшії були багаті, посідали високе становище в суспільстві.
Четверта варна — шудри, «створені із ступнів бога». Вони не проходили обряду посвячення, їхнім головним обов'язком було служіння «двічі народженим». Шудра повинен був харчуватися зі столу господаря, носити його недоношений одяг. Він не міг вивчати веди. Брахман за вбивство шудри ніс таке ж покарання, як за вбивство кота або собаки. Шудри становили основну масу найманих людей, слуг, ремісників. Шудрі не можна було мати багатство, оскільки це могло «утискувати брахманів». За образу брахмана шудрі могли відрізати язика.
Окремі представники цієї варни досягли матеріального благополуччя, переважно за рахунок торгівлі, ремесла. Шудри не були прикріплені до землі. Відомі випадки, коли шудра ставав воєначальником і навіть царем. Так, у III ст. до н. е. правителем держави Нанди був шудр Аграмес, який створив сильне, добре організоване військо. Навіть Олександр Македонський ухилився від битви із цим царем. Багато царів, які намагалися підкорити Нанду, зазнали поразки. Засновник імперії Маур'їв Чандрагупта лише в результаті війни переміг Аграмеса.[6,с.28]
Таким чином, належність людини до певної варни не заважала їй обирати професію, досягти певної посади. Однак закон категорично забороняв переходити з одної варни в іншу, вважав це великим гріхопадінням.
З часом між вайшіями і шудрами виникли поділи на касти за професійними ознаками: ковалі, гончарі, цирульники, прибиральники нечистот. Були «чисті» і «нечисті» касти.
Про неоднорідність варни шудр свідчить те, що до шудр у міру посилення кастового розподілу стали відносити знедолені, «недоторкані» касти, що виконують найпринизливішу роботу. У «Законах Ману» згадуються особи, «знехтувані навіть для знедолених». «Недоторкані» касти, дискримінувалися і як шудри, і як «недоторканим». «Недоторканим» заборонялося відвідувати індуські храми, загальні водойми, місця кремації, магазини, що відвідувалися членами інших каст. Обмеження правоздатності «недоторканих» у колоніальних судах порозумівалося широким визнанням «кастової автономії», що забороняє втручання уряду в кастові відносини. У ряді князівств існували окремі суди для «недоторканих», діти «недоторканих» не могли відвідувати школи, де училися діти з інших каст.[8,с.194]
У староіндійських текстах міститься разюча кількість прикладів об'єднання жінок і шудр в одну категорію. Вони маються й у ранній літературі типу брахман, і в більш пізніх текстах, таких, як смріті і пурани. Наприклад, у спокуту гріха убивства, будь те убивство шудри чи жінки, накладалися однакове покаяння й однаковий штраф. Ні жінка, ні шудра не вважалися здатними зробити що — небудь гарне. «Шатапатха — брахмана» попереджає, що при навчанні учнів ритуалу праварджя вчителю не можна дивитися на жінку, шудру, собаку і птаха шакуни, тому що усі вони брехливі.
Дуже важливі зведення «Артхашастри» про положення шудр. У главі, присвяченій зовнішній політиці, рекомендується здобувати такі землі, населення яких переважно відноситься до нижчої варни, оскільки з таких земель цар зможе одержувати усі види доходів — податей — бхога. Нижча варна була основним податним станом. Це цілком підтверджується і матеріалами глави про основи держави, де ідеальної визнається місцевість — Магаджанапада, жителі якої здебільшого — представники тієї ж варни. [7,с.147]
Кшатрії і брахмани стали виділяти себе з загальної маси населення на тій підставі, що вони володіють худобою, зерном, грошима, а також рабами, але малися також бідні брахмани і кшатрії, що не відрізнялися по положенню від бідних вайшіїв. В міру консолідації вищих варн — брахманів і кшатріїв складався особливий порядок регулярних відрахувань від сільськогосподарського продукту — болю. Податок йшов на утримання брахманів і кшатріїв. Люди, що входили в три вищі варни, були ритуально відділені від тих, хто входив у четверту варну. В наявності глибока соціально діюча ступінь поділу, коли фізична праця відокремлювався від розумового, матеріальний від духовного, продуктивний від управлінського. В основі цієї першої, тричленної диференціації староіндійського суспільства лежав поділ праці, ті основи соціально — економічної нерівності, експлуатації родовою аристократією простого народу. Міра покарання за здійснення тих чи інших злочинів визначається в дхарма — шастрах у строгій відповідності з приналежністю до тієї чи іншої варни. Заборонявся перехід з однієї варни в іншу.[5,с.75 — 77]
Обмежувалася можливість змішаних шлюбів. Дхарма — шастри закріплюють чіткі релігійно—правові границі між брахманами, кшатріями, вайшіями і шудрами, засновані на численних релігійно — ритуальних обмеженнях, заборонах, розпорядженнях. Для кожної варни була сформульована своя дхарма, закон способу життя. Державне керування залишалося у веденні двох перших варн. Цілі глави дхарма — шастр присвячені твердій регламентації поводження людей, їхнього спілкування один з одним, із представниками так званих «недоторканих» каст, що стоять поза варн індійським суспільством, ритуалам «очищення» від «забруднення» при такім спілкуванні. Ступінь покарання за здійснення тих чи інших злочинів визначається в дхарма — шастрах у строгій відповідності з приналежністю до тієї чи іншої варни. Закріплені правом границі варн найчастіше відображали фактичне положення індивіда в системі суспільного виробництва і розподілу, безпосередньо зв'язаного з його відношенням до власності на землю: державну й общинну. [8,с.224]
Двонародженні отримували право вивчати веди і покладати, на себе «священний шнур», у той час як четвертий стан, шудри, цього права були позбавлені. Долею, цих останніх стало служіння трьом вищим варнам, як і рабів найманих робітників.
Посилення майнової диференціації в другій половині 1 тисячоліття до н. е. усе частіше стало виявлятися в розбіжності варнового статусу і фактично займаного людиною місця в суспільстві. У Законах Ману можна знайти згадування про брахманів, що пасуть худобу, брахманах — ремісниках, акторах, слугах, до яких пропонується відноситися «як до шудр».
У буддиській і джайниській літературі стародавності описується високе положення багатих купців, що, усупереч розпорядженням дхарма — шастр, зараховувалися до варни кшатріїв, користалися великою владою, у тому числі й у суді.
Люди нижчих варн не можуть свідчити проти людей вищих варн. Показання «рабів, родичів і дітей» «ненадійні», і тому краще до них не вдаватися. При розбіжності між відмінним і гарним свідком перевага повинна бути віддана показанням відмінного і т. д.
В оцінці свідчень панує критерій якості свідка. Це неминуче для суспільства, розділеного на різко відмежовані касти. Свідка собі ніхто не готує: їм стають випадково. Але щоб шудра був свідком у справі «вищого», вважалося неприпустимим. Звідси формальна оцінка доказів. Важливо не стільки те, що говориться, скільки те, хто говорить. [4,с.53]
Пізніше, унаслідок падіння ролі вільних общинників у суспільному житті вайшії стали мало відрізнятися від шудр і лінія стала проходити вже між знаттю — брахманами і кшатріями, з одного боку, і простолюдом — вайшами і шудрами — з іншої.
Традиційне індуське право розглядало варни як ендогамні групи, при цьому допускалися шлюби, коли чоловік належав до більш високої варни, чим жінка. Анулома — шлюб чоловіка більш високої касти чи варни з жінкою більш низької касти чи варни — був одним з найважливіших елементів у системі варн і пізнішій системі кастового суспільства. Визнання шлюбів анулома приводило до визнання правом «змішаних каст», таких, як амбаштха, нішада, угра. У процесі свого розвитку індуське право змінювало відношення до шлюбів анулома. Ранні дхарма — шастри більш ліберально відносилися до шлюбів чоловіків вищих варн із жінками нижчих, чим пізніші. Грубим порушенням правил варнового суспільства завжди вважалися шлюби пратилома, коли чоловік з більш низької варни чи касти, одружувався на жінці більш високої варни чи касти.
По «Законах Ману» вайшіям і шудрам, не повинно було дозволятися відхилятися від запропонованих їм функцій, тому що в противному випадку у світі запанував би хаос. Звідси в древніх текстах робився природний висновок про те, що кшатрії не можуть благоденствувати без підтримки брахманів, а брахмани — без підтримки кшатріїв. Тільки в союзі один з одним можуть вони процвітати і правити світом.
Таким чином, усередині кожної варни розвивалася соціальна нерівність, розподіл на експлуатованих і визискувачів, але кастові, общинні, великородинні границі, скріплені правом, релігією, стримували їхнє злиття в єдину класову спільність. Це і створювало особливу строкатість станово — класової соціальної структури Древньої Індії. [2,с.79]
Ослаблення варнової замкнутості в цілому всієї системи і спроби зміцнити варнові перегородки в пізніх дхарма — шастрах були наслідком перебудови станово — класового розподілу раннє середньовічного суспільства в Індії. У цій перебудові не останнє місце зайняла нова соціальна форма, що розвивається — каста. В одній з пізніх глав «Законів Ману» згадується 61 каста, а в «Брахмавайварта — Пурана» — більше ста. На думку деяких авторів усе це були головним чином племена, перетворені в касти.дд
(--__)